# Твердовка (Брестская область)
Твердо́вка (бел. Цвярдоука) — деревня в Пинском районе Брестской области Беларуси. Входит в состав Мерчицкого сельсовета. Расположена в 8 км от автодороги Ивацевичи — Пинск — Столин (Р-6) и в 25 км от города Пинск. По переписи населения 2019 года в деревне насчитывалось 18 человек.

## Достопримечательности
- Монумент землякам, погибшим в годы Великой Отечественной войны